# Les Ailes (film, 1916)
 (juillet 2018).
Si vous disposez d'ouvrages ou d'articles de référence ou si vous connaissez des sites web de qualité traitant du thème abordé ici, merci de compléter l'article en donnant les références utiles à sa vérifiabilité et en les liant à la section « Notes et références ».
Pour les articles homonymes, voir Les Ailes.
Pour plus de détails, voir Fiche technique et Distribution.
Les Ailes (Vingarne) est un film muet suédois réalisé par Mauritz Stiller en 1916.

## Synopsis
Pendant qu'il travaille sur une nouvelle œuvre qu'il intitule Les Ailes, le sculpteur Claude Zoret, riche et célèbre, fait la connaissance du jeune peintre Eugène Mikaël, dont il fait son ami. Quatre ans plus tard, Zoret adopte le jeune peintre qui a posé comme modèle pour la sculpture, exposée dans le parc de la villa de Zoret. Le sculpteur est aussi sous le charme de la princesse Lucia de Zamikow, belle, manipulatrice et extravagante, qui pense épouser le riche artiste. Mais, à présent, Mikaël, également épris d'elle, entre dans la vie de la princesse. Leur liaison va ruiner financièrement Mikaël. Un drame triangulaire s'installe dès lors…

## Fiche technique
- Titre du film : Les Ailes / Vingarne
- Réalisation : Mauritz Stiller
- Scénario : Mauritz Stiller, Axel Esbensen, d'après le roman de Herman Bang Mikaël
- Photographie : Julius Jaenzon
- Film muet, noir et blanc, 1 364 m
- Genre : Drame
- Année de production : 1916
- Date de sortie : 4 septembre 1916
- Production : Svenska Biografteatern, Suède

## Distribution
- Egil Eide : Claude Zoret, peintre et sculpteur
- Lars Hanson : Eugène Mikaël, jeune peintre
- Lili Bech : la princesse Lucia de Zamikow
- Albin Lavén : Charles Schwitt, un ami de Zoret
- Julius Jaenzon : le cadreur
- Mauritz Stiller : le détective
- Thure Holm : le maître d'hôtel
- Bertil Junggren : un artiste ami de Zoret
- Julius Hälssig : un artiste ami de Zoret
- Alfred Lundberg : un artiste ami de Zoret
- Nils Asther : un jeune acteur

## Autour du film
- Restauré en 1987, Les Ailes est le seul des trente-six films réalisés par Mauritz Stiller entre 1912 et 1916 parvenu jusqu'à nous dans son intégralité. « L'histoire, avec toute son élégance veloutée, tourne autour de l'idée d'amour trahi », nous dit Peter Cowie dans Le Cinéma des pays nordiques (publications Centre Georges-Pompidou).
- Selon Fredrik Silverstolpe : « Dans le roman de Herman Bang l'œuvre d'art était une peinture. Dans le film de Stiller, la peinture a été échangée par une sculpture qui a donné le titre au film. […] Des centaines d'œuvres d'art ont utilisé depuis l'Antiquité ce thème pour montrer le mythe de Ganymède. »
- Carl Theodor Dreyer adaptera, à son tour, le roman, avec Michaël (Mikaël), réalisé en Allemagne, en 1924. Le film du réalisateur danois sera, de son côté, essentiellement axé sur le thème de la culpabilité du fils à l'égard du père.